# Friedrichshafener Dampfbootgesellschaft
Die Friedrichshafener Dampfbootgesellschaft war die Betreiberin der ersten württembergischen Bodenseedampfschiffe. 1839 wurde die Gesellschaft in Württembergische Bodensee-Dampfschiffgesellschaft umbenannt, und ging 1854 in der Württembergischen Staatseisenbahn auf.
Gegründet wurde die Gesellschaft am 3. Juli 1824 mit dem Zweck, die Dampfschifffahrt auf dem Bodensee zu etablieren. Initiatoren der Gesellschaft waren Johann Friedrich Cotta und Edward Church, sowie David Macaire d’Hoggner, der Großvater des Luftschiffers Ferdinand Graf von Zeppelin. Mit der badischen Stephanie wurde zwar schon von anderer Seite ein erfolgloser Versuch unternommen, die Dampfschifffahrt am Bodensee einzuführen. Doch Gründungsmitglied Church hatte mit der Guillaume Tell auf dem Genfersee bereits positive Erfahrungen. So konnte auch König Wilhelm von Württemberg für das Unternehmen gewonnen werden, an dem er einen 50%igen Anteil übernahm. Zudem konnten die Schifferzünfte dafür gewonnen werden, ihre Schiffsrechte gegen eine vom König bezahlte Leibrente aufzugeben. Dadurch konnte der absehbare Konflikt zwischen der herkömmlichen Lädinen- und der aufkommenden Dampfschifffahrt bereits im Vorfeld entschärft werden, was für die weitere Entwicklung der Dampfschifffahrt wichtig war.
Erstes Schiff der Dampfbootgesellschaft war die Wilhelm, dem ersten Bodenseedampfschiff im regulären Dienst. Mit zunehmendem Erfolg der Dampfschifffahrt wurden 1839 die Kronprinz, 1847 die Königin von Württemberg und 1851 die zweite Wilhelm in Betrieb genommen. Mit dem weiteren Ausbau der württembergischen Dampfschifffahrt und aufgrund der engen Verflechtung mit den Eisenbahnen als großes Personen- und Gütertransportmittel, wurde die Bodensee-Dampfschiffgesellschaft 1854 von der Württembergischen Eisenbahn übernommen.